# Hałuzja
Hałuzja (ukr. Галузія, Hałuzija) – wieś na Ukrainie, w obwodzie wołyńskim w rejonie kamieńskim. Liczy 631 mieszkańców.
Do 2020 w rejonie maniewickim.